# Belianes
Belianes è un comune spagnolo di 586 abitanti situato nella comunità autonoma della Catalogna, nella provincia di Lleida.